# 龍虎黑煞星
《龍虎黑煞星》（英語：Cotton Comes to Harlem）是一部1970年美國新黑色犯罪動作喜劇片，改編自卻斯特·海姆斯的《哈林警探》系列小說第六部《棉花闖哈林》（1965年），劇情講述哈林區頗具聲望的「牧師」為獨占籌款活動的資金，自導自演了一場搶劫案，但卻出了差錯，這使當地兩名硬派警探展開追查。電影由奧塞·戴維斯執導（導演處女作）並與阿諾·佩爾共同編劇，戈德弗雷·坎布里奇、雷蒙·賈克斯和卡爾文·洛克哈特主演。
《龍虎黑煞星》1970年5月27日在北美院線上映，獲得520萬美元的院線租金，成為1970年票房排名第22位的電影。電影在影評界及觀眾間的評價以正面居多。1972年推出續集《龍虎煞星火拼剃刀黨》。

## 劇情
前科犯德克·歐馬立自詡「牧師」，在黑人社區持有聲望，他來到哈林區出售股票，以籌資購買一艘名為「黑美人」（The Black Beauty）的重返非洲運動大船。在集會期間，幾名蒙面槍手從一輛運肉卡車上跳下來，從歐馬立的裝甲車後座偷走了8.7萬美元的捐贈現金。哈林區警探「掘墳」·瓊斯和「棺材艾德」·強森駕車追趕，但未留意對方在飛車追逐過程中遺留的一綑棉包。
儘管政府和警察當局認可歐馬立，認為他的「重返非洲」運動是解決美國種族問題的一種方式，但瓊斯和強森都對他懷有敵意，看清對方是剝削哈林貧困黑人社區的江湖騙子。瓊斯和強森的上司布萊斯隊長警告下屬別將歐馬立視為嫌疑人，但兩人不予理睬。瓊斯和強森前往歐馬立情婦愛莉絲·布朗的公寓，相信對方會在某個時候來看她，但兩人無法一直守在此處，因此改讓同事耶雷馬員警看守；愛莉絲從耶雷馬手中逃脫，並震驚地發現，歐馬立藏在搶劫中喪生的一名下屬遺孀梅布爾家中，梅布爾想勾搭歐馬立，導致兩個女人之間發生爭鬥；愛莉絲對歐馬立的幻想也隨之破滅。
拾荒者巴德叔叔發現了棉包，並以25美元的價格賣給了垃圾商人古德曼，但後來又以30美元的價格買了回來。聽聞有人懸賞棉包，瓊斯和強森推測8.7萬美元就藏在棉包中，導致歐馬立的敵對歹徒為了尋找這筆錢而進行了暴力搜查。愛莉絲告訴瓊斯和約翰遜真相：集會劫案是歐馬立計劃的一部分，目的是讓歐馬立在不抹黑自己的情況下偷走這筆錢，但他遭到了監獄認識的白人罪犯兼搭檔卡爾霍恩的出賣，後者決定將這筆錢佔為己有。卡爾霍恩綁架愛莉絲，以索取棉包的下落，但瓊斯和強森在一場槍戰後救了她。
在一家哈林劇院，愛莉絲的朋友、舞者比莉用棉包當成表演道具，這吸引了卡爾霍恩和歐馬立來到劇院。瓊斯追來劇院逮捕並當眾羞辱了「扮黑臉」的卡爾霍恩。在劇院後方，強森逮到了歐馬立，並指責他本能成為另一個馬科斯·加維或麥爾坎·X，但卻選擇當剝削平民的小騙子；歐馬立藉機逃走。瓊斯與強森放任歐馬立在舞台上出糗，令台下觀眾認清歐馬立的真面目並失望離去，這回沒有人再支持他。事後，耶雷馬發現棉包內並沒有錢。
瓊斯和強森發現巴德叔叔假死，對方帶著偷來的8.7萬美元潛逃並移民到迦納，過著愉快的退休生活。隨後，瓊斯和強森向白人幫派頭目湯姆以其立足之地勒索了8.7萬美元，然後將其塞進棉包，透過警局間接歸還給當初捐錢的平民們。

## 演員
- 戈德弗雷·坎布里奇飾演「掘墳」·瓊斯（Grave Digger Jones）[5]
- 雷蒙·賈克斯飾演「棺材艾德」·強森（Coffin Ed Johnson）[5]
- 卡爾文·洛克哈特飾演德克·「牧師」·歐馬立（Deke "Reverend" O'Malley）[5]
- 茱蒂·佩斯（英语：Judy Pace）飾演愛莉絲·布朗（Iris Brown）[5]
- 瑞德·福克斯飾演巴德叔叔／布克·華盛頓·西姆斯（Uncle Budd / Booker Washington Sims）[5]
- 艾蜜莉·揚西（Emily Yancy）飾演梅布爾（Mabel）[5]
- 約翰·安德森（英语：John Anderson (actor)）飾演布萊斯隊長（Capt. Bryce）[5]
- 盧·雅高比（英语：Lou Jacobi）飾演古德曼（Goodman）[6]
- 尤金·羅奇（英语：Eugene Roche）飾演安德森中尉（Lt. Anderson）[7]
- J·D·坎農（英语：J. D. Cannon）飾演卡爾霍恩（Calhoun）[5]
- 梅布爾·羅賓遜（Mabel Robinson）飾演比莉（Billie）[6]
- 迪克·薩博爾（Dick Sabol）飾演耶雷馬（Jarema）[6]
- 海倫·馬丁（英语：Helen Martin）飾演丘奇姊妹（Church Sister）[6]
- 卡萊文·里台（英语：Cleavon Little）飾演羅男孩（Lo Boy）[6]
- 西奧多·威爾森（英语：Theodore Wilson）飾演貝瑞（Barry）[6]
- 李奧納多·西米諾（英语：Leonardo Cimino）飾演湯姆（Tom）[7]
- 弗雷德里克·歐尼爾（英语：Frederick O'Neal）飾演卡斯帕（Casper）[7]
- 唐·貝克斯利（英语：Don Bexley）飾演人群中的小販（未掛名）[8]
- 迪蒙德·威爾森（英语：Demond Wilson）飾演集會服務員（未掛名）[9]

## 發行

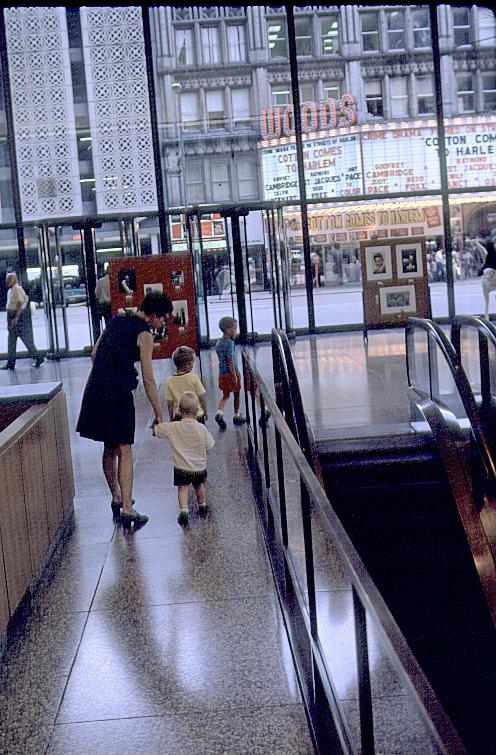
1970年，《龍虎黑煞星》在芝加哥的伍茲劇院放映

《龍虎黑煞星》1970年5月27日在芝加哥的伍茲劇院上映。接下來的一週，電影在底特律的棕櫚劇院上映；一週後在紐約市、路易維爾、密尔沃基、華盛頓特區和底特律的另一家戲院上映。
電影1993年2月發售VHS版本，由聯美以及收購前者的米高梅負責發行。2014年9月9日，《龍虎黑煞星》由基諾國際公司推出了DVD及藍光光碟版本。

## 反響

### 票房
在北美，《龍虎黑煞星》首週票房收入達9萬美元，創下了伍茲劇院的票房紀錄。上映第三週後，該片在六座城市獲得了50.6萬美元的票房，在紐約和底特律創下了新的票房紀錄。電影在北美上映期間獲得了520萬美元的院線租金（發行商在電影院線收入中所佔的份額，即票房總額減去放映商的分成），對比120萬美元的製作成本，表現可謂成功，成為1970年票房排名第22位的電影並足以列入70年代商業表現最成功的黑人好萊塢電影。

### 評價
《龍虎黑煞星》在影評界及觀眾間的評價以正面居多；如在爛番茄網站上的觀眾方，超過一千人評分而獲得66%的好評度，平均得分3.6／5。

## 外部連結
- 互联网电影数据库（IMDb）上《龍虎黑煞星》的资料（英文）
- 爛番茄上《龍虎黑煞星》的資料（英文）
- AllMovie上《龍虎黑煞星》的资料（英文）
- 電影宣傳冊